# Liste der Baudenkmale in Velten
In der Liste der Baudenkmale in Velten sind alle Baudenkmale der brandenburgischen Stadt Velten und ihrer Ortsteile aufgelistet. Grundlage ist die Veröffentlichung der Landesdenkmalliste mit dem Stand vom 31. Dezember 2020.
Die Bodendenkmale sind in der Liste der Bodendenkmale in Velten aufgeführt.

## Baudenkmale in Velten
In den Spalten befinden sich folgende Informationen:
- ID-Nr.: Die Nummer wird vom Brandenburgischen Landesamt für Denkmalpflege vergeben. Ein Link hinter der Nummer führt zum Eintrag über das Denkmal in der Denkmaldatenbank. In dieser Spalte kann sich zusätzlich das Wort Wikidata befinden, der entsprechende Link führt zu Angaben zu diesem Denkmal bei Wikidata.
- Lage: die Adresse des Denkmales und die geographischen Koordinaten. Link zu einem Kartenansichtstool, um Koordinaten zu setzen. In der Kartenansicht sind Denkmale ohne Koordinaten mit einem roten beziehungsweise orangen Marker dargestellt und können in der Karte gesetzt werden. Denkmale ohne Bild sind mit einem blauen bzw. roten Marker gekennzeichnet, Denkmale mit Bild mit einem grünen beziehungsweise orangen Marker.
- Bezeichnung: Bezeichnung in den offiziellen Listen des Brandenburgischen Landesamtes für Denkmalpflege. Ein Link hinter der Bezeichnung führt zum Wikipedia-Artikel über das Denkmal.
- Beschreibung: die Beschreibung des Denkmales
- Bild: ein Bild des Denkmales und gegebenenfalls einen Link zu weiteren Fotos des Baudenkmals im Medienarchiv Wikimedia Commons

| ID-Nr.   | Lage                                       | Bezeichnung | Beschreibung | Bild |
| -------- | ------------------------------------------ | --- | --- | --- |
| 09165466 | Am Anger 10 (Lage)                         | Wohn- und Geschäftshaus | Ein 1886 errichtetes zweigeschossiges Wohnhaus mit einer verputzten Fassade. | Wohn- und Geschäftshaus |
| 09165142 | Bahnstraße / Poststraße (Lage)             | Gedenkstein für die antifaschistischen Widerstandskämpfer der Stadt | | Gedenkstein für die antifaschistischen Widerstandskämpfer der Stadt |
| 09165506 | Bahnstraße 34, Poststraße 1 (Lage)         | Postamt mit Hofpflasterung | Das 1931 errichtete zweigeschossige Postamt mit einer verputzten Fassade. | Postamt mit Hofpflasterung |
| 09165460 | Berliner Straße 9 (Lage)                   | Blockstelle Jägerberg | Ein um 1900 errichtetes Wohnhaus mit Nebengebäude. | Blockstelle Jägerberg |
| 09165381 | Bötzower Straße 191a (Lage)                | Triebwagenhalle mit Wasserturm und Stellwerk | Die 1927 errichtete Halle wurde als Rohziegelbau ausgeführt. | Triebwagenhalle mit Wasserturm und Stellwerk |
| 09165379 | Bötzower Straße 192, 193 (Lage)            | Wohnhaus mit Nebengebäude | Das 1927 in Ziegelbauweise errichtete Beamtenwohnhaus diente den Mitarbeitern der Triebwagenhalle als Wohnhaus. | Wohnhaus mit Nebengebäude |
| 09165147 | Breite Straße (Lage)                       | Stadtkirche | Die 1750 errichtete evangelische Stadtkirche ist eine Saalkirche mit einem Westturm. Im Inneren befindet sich eine hölzerne Taufe aus dem Jahr 1671.                                                                                          | Stadtkirche |
| 09165385 | Breite Straße 16 (Lage)                    | Schule | Ein 1877 als Schule errichtetes Gebäude. | Schule |
| 09165415 | Breite Straße 17 (Lage)                    | Pfarrgehöft, bestehend aus Pfarrhaus, zwei Wirtschaftsgebäuden und Einfriedung | Das 1863 errichtete eingeschossige Pfarrhaus hat einen T-förmigen Grundriss, ist in massiver Ziegelbauweise ausgeführt und hat ein Satteldach. Die weiteren Gebäude und die Einfriedung des Hofes sind ebenfalls in Ziegelbauweise errichtet. | Pfarrgehöft, bestehend aus Pfarrhaus, zwei Wirtschaftsgebäuden und Einfriedung |
| 09165316 | Breite Straße 30 (Lage)                    | Wohnhaus mit Wirtschaftsgebäude | Ein um 1850 errichtetes Märkisches Mittelflurhaus. | Wohnhaus mit Wirtschaftsgebäude |
| 09165416 | Breite Straße 31 (Lage)                    | Wohnhaus | Ein um 1876 im spätklassizistischen Stil errichtetes Wohnhaus. | Wohnhaus |
| 09165436 | Breite Straße 32 (Lage)                    | Schule | Ein 1851 errichtetes Wirtschaftsgebäude, das 1923 zu einer Schule umgebaut wurde. | Schule |
| 09165751 | Breite Straße 42 (Lage)                    | Wohn- und Geschäftshaus | | Wohn- und Geschäftshaus |
| 09165387 | Breite Straße 73 (Lage)                    | Mietwohnhaus | Ein um 1906 errichtetes Wohnhaus. | Mietwohnhaus |
| 09165317 | Breite Straße 94 (Lage)                    | Wohnhaus („Pötter-Villa“) mit seitlicher Einfriedung | | Wohnhaus („Pötter-Villa“) mit seitlicher Einfriedung |
| 09165144 | Karl-Liebknecht-Straße (Lage)              | Gedenkstein zur Erinnerung an Karl Liebknecht | | Gedenkstein zur Erinnerung an Karl Liebknecht |
| 09165143 | Kochstraße (Lage)                          | Gedenkstein für ungefähr 100 Zwangsarbeiter verschiedener Nationalitäten, auf dem Friedhof | | Gedenkstein für ungefähr 100 Zwangsarbeiter verschiedener Nationalitäten, auf dem Friedhof |
| 09165335 | Kreisbahnstraße 8 (Lage)                   | Ofenfabrik Netzband | Ein 1900 fertiggestelltes dreigeschossiges Gebäude mit fünf Achsen, in Ziegelbauweise ausgeführt, mit einem Satteldach. | Ofenfabrik Netzband |
| 09165361 | Kremmener Straße 25 (Lage)                 | Fabrikantenwohnhaus der ehemaligen Ofenfabrik Emil Krause | Ein 1882 fertiggestelltes eingeschossige Wohnhaus, mit einer Putzfassade und einem Satteldach ausgeführt. | Fabrikantenwohnhaus der ehemaligen Ofenfabrik Emil Krause |
| 09165332 | Kremmener Straße 66 (Lage)                 | Wohnhaus („Rote Villa“) mit Toreinfahrt | Das um 1880 errichtete eingeschossige Wohnhaus ist in Ziegelbauweise ausgeführt und hat ein Satteldach. | Wohnhaus („Rote Villa“) mit Toreinfahrt |
| 09165420 | Mittelstraße 13 (Lage)                     | Mietwohnhaus mit Nebengebäuden | | Mietwohnhaus mit Nebengebäuden |
| 09165148 | Rathausstraße 10 (Lage)                    | Rathaus | | Rathaus |
| 09165374 | Schulstraße 3 (Lage)                       | Villa mit Einfriedung | Eine 1895 erbaute eingeschossige Villa. | Villa mit Einfriedung |
| 09165508 | Schulstraße 7 (Lage)                       | Katholische Kirche St. Joseph mit Einfriedung | 1895 im neoromanischen Stil erbaut. | weitere Bilder |
| 09165507 | Schulstraße 11 (Lage)                      | Katholisches Pfarrhaus mit Einfriedung | Ein 1903 errichtetes zweigeschossiges Gebäude mit fünf Achsen, in massiver Ziegelbauweise ausgeführt und einem Satteldach. | Katholisches Pfarrhaus mit Einfriedung |
| 09165464 | Verbindungsweg 9 (Lage)                    | Wohnhaus mit Einfriedung, Hofgebäude Hofpflasterung | | Wohnhaus mit Einfriedung, Hofgebäude Hofpflasterung |
| 09165449 | Viktoriastraße 24, Wilhelmstraße 1b (Lage) | Ofenfabrik Karl Sensse, bestehend aus Wohnhaus mit Einfriedung und Fabrikgebäude | | Ofenfabrik Karl Sensse, bestehend aus Wohnhaus mit Einfriedung und Fabrikgebäude |
| 09165987 | Viktoriastraße 30 (Lage)                   | Grabstätte der Familie Carl Dieter, auf dem Friedhof | | Grabstätte der Familie Carl Dieter, auf dem Friedhof |
| 09165988 | Viktoriastraße 30 (Lage)                   | Grabstätte der Familie Richard Müller, auf dem Friedhof | | Grabstätte der Familie Richard Müller, auf dem Friedhof |
| 09166531 | Viktoriastraße 54 (Lage)                   | Wohn- und Geschäftshaus mit Hofgebäude und Einfriedung | | Wohn- und Geschäftshaus mit Hofgebäude und Einfriedung |
| 09165224 | Wilhelmstraße 32, 33 (Lage)                | Ofenfabrik A. Schmidt, Lehmann & Co. GmbH, Ofenkacheln und Baukeramik (Ofen- und Keramikmuseum Velten), bestehend aus Fabrikgebäude mit technischen Anlagen, Produktionshalle, Kesselhaus, Schornstein, Nebengebäude und Transformatorenstation | In dem 1899 errichteten Gebäude befindet sich in den zwei obersten Stockwerken das Ofen- und Keramikmuseum. | Ofenfabrik A. Schmidt, Lehmann & Co. GmbH, Ofenkacheln und Baukeramik (Ofen- und Keramikmuseum Velten), bestehend aus Fabrikgebäude mit technischen Anlagen, Produktionshalle, Kesselhaus, Schornstein, Nebengebäude und Transformatorenstation |
| 09165637 | Wilhelmstraße 32 (Lage)                    | Nachlass Hedwig Bollhagen, im Ofen- und Keramikmuseum Velten (Keramiken) und im Brandenburgischen Landeshauptarchiv (Schriftgut) | | BW |